# Zeitschrift für Angewandte Mathematik und Mechanik
Die Zeitschrift für Angewandte Mathematik und Mechanik (ZAMM) ist eine Fachzeitschrift für angewandte Mathematik. Sie wurde 1921 von Richard von Mises begründet. Inzwischen erscheint sie auf Englisch als Journal of Applied Mathematics and Mechanics.